# Motor DOHC

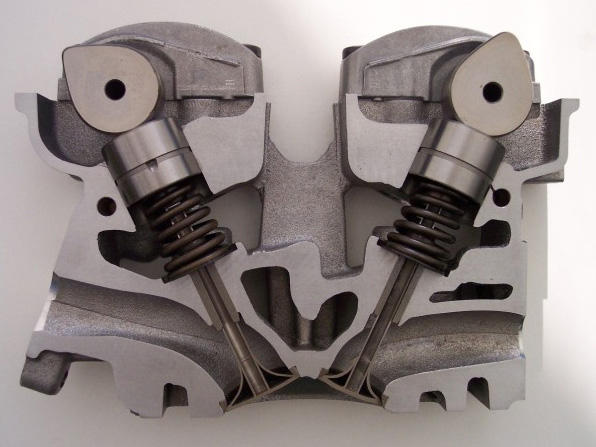
Corte de una culata con doble árbol de levas o DOHC.

Un motor double overhead camshaft o DOHC (en español "doble árbol de levas en cabeza") es un tipo de motor de combustión interna que usa dos árboles de levas, ubicados en la culata, para operar las válvulas de escape y admisión del motor. Se contrapone al motor single overhead camshaft (SOHC), que usa solo un árbol de levas. Algunas marcas de coches le dan el nombre de Twin Cam.
La principal diferencia entre ambos tipos de motores es que, en el motor DOHC, se usa un árbol de levas para las válvulas de admisión y otro para las de escape; a diferencia de los motores SOHC, en donde el mismo árbol de levas maneja ambos tipos de válvulas.
Los motores DOHC tienden a presentar una mayor potencia que los SOHC, aun cuando el resto del motor sea idéntico. Esto se debe a que el hecho de poder manejar por separado las válvulas de admisión y de escape permite configurar de una manera más específica los tiempos de apertura y cierre, y por ende, tener mayor fluidez en la cámara de combustión.

## Historia

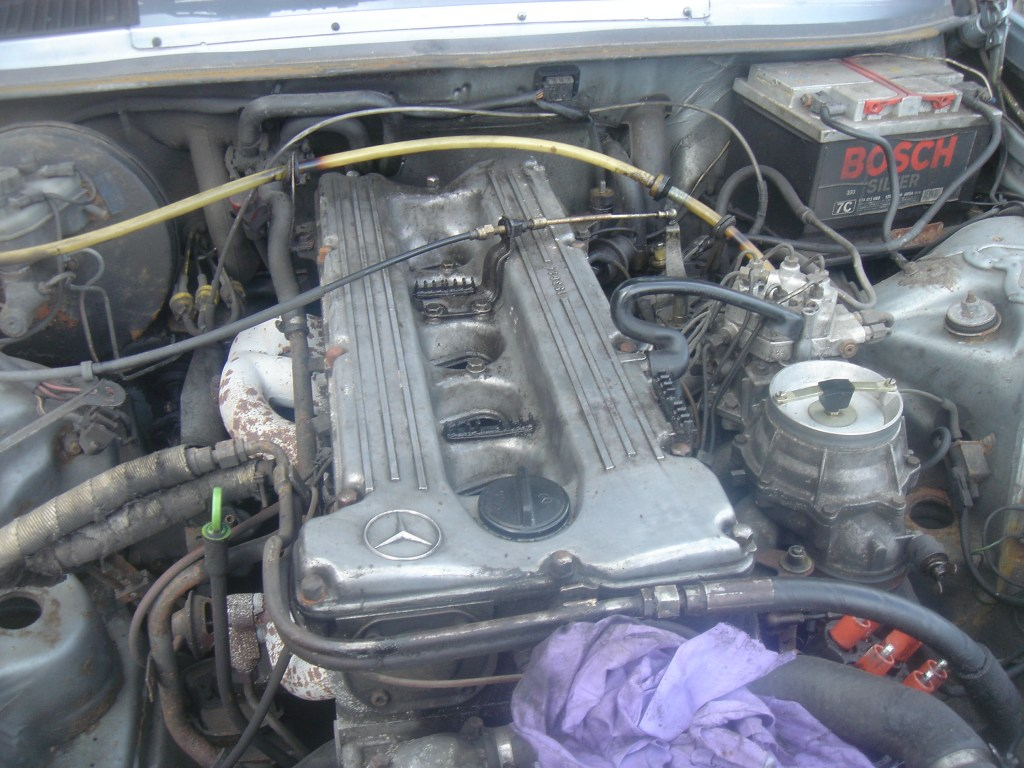
Mercedes-Benz M110.

Hasta los años 1980 estaba restringido este sistema, conocido desde los años 1920, a los motores de marcas de prestigio (Ferrari, Alfa Romeo, Jaguar, etc.). Tan solo FIAT lo popularizó anteriormente con su famoso motor "FU" en cilindradas desde 1430 hasta 2000 cc. En la variante de SEAT se partía de los 1600 cc. Este sistema fue la gran novedad para muchos mecánicos españoles de los primeros 70, al igual que la correa de distribución. Mercedes-Benz no lo introdujo hasta más tarde (1973) con su motor de seis cilindros "M110" de 2800 cc (modelos "280") de arrastre por cadena, con la particularidad de que el giro de los dos árboles era opuesto. El bloque de este motor estaba tomado de un motor anterior SOHC, el "M130" de 2500 cc.

## Ventajas
- Permiten en los motores Otto (gasolina) situar a la bujía en el centro de la cámara, con lo que la distancia a todos los puntos de la misma es igual, evitando el fenómeno de detonación o "picado" cuando este se presenta con alta carga de motor (pocas rpm y mariposa muy abierta, por ejemplo al principio de aceleración o subiendo una cuesta)
- Facilita un elevado régimen motor, ya que elimina el arrastre de los balancines, cuya inercia mecánica dificulta el alcanzarlo (hasta 14000 rpm en motores de serie de motos).
- Facilita la adopción de la cámara "hemisférica" (es decir las válvulas inclinadas hacia el pistón) lo cual favorece la turbulencia de la mezcla una vez comprimida, así como la entrada y la salida de los gases en la disposición de flujo cruzado (admisión y escape por diferente lado de la culata) por hacer estos menos giro al entrar en la cámara.
- En las aplicaciones más recientes, permite adoptar el mecanismo de corrección de fase llamado distribución de válvulas variable, con posibilidad de decalaje independiente en cada árbol de levas, para facilitar el llenado tanto con baja carga como con alta carga. Los sistemas más avanzados no solo permiten la regulación de los ángulos de apertura y cierre de las válvulas, sino que también pueden modificar el recorrido de las mismas (alzada).
- Facilita por espacio para las levas, la adopción de 2 válvulas de escape y 2 de admisión, permitiendo mayor área de paso de válvula que con una sola, de más diámetro, y más pesada (inercia). Los motores DOHC debido a esto permiten un mejor llenado e intercambio de gases, por lo que en cada carrera presentan un mejor par motor y por tanto una mayor potencia que los SOHC, aun cuando el resto del motor sea idéntico. También permite una mejor distribución de las cargas térmicas sobre las válvulas de escape.
- En los motores diésel presenta la misma ventaja que la [bujía], es decir permite situar el inyector en el centro de la cámara, con una mayor efectividad de combustión sobre todo en la inyección directa ya que la cámara está formada en el centro de la cabeza del pistón y no en la culata . En estos los altos regímenes están limitados por diseño de su ciclo (máximo 5000 RPM), y la cámara hemisférica no se plantea por la elevada compresión requerida.

## Desventajas
- Mayor complejidad, coste constructivo de la culata y mecanismo de distribución; se puede paliar en parte por el uso de correa en lugar de cadena.
- Mayor dificultad para el reglaje de la holgura de válvulas.
- Peso y volumen superior al de una distribución SOHC.
- Mayor fricción.